# Antigny-la-Ville
Antigny-la-Ville település Franciaországban, Côte-d’Or megyében. Lakosainak száma 87 fő (2022. január 1.). Antigny-la-Ville Thomirey, Foissy és Lacanche községekkel határos.

## Népesség
A település népességének változása:
| Lakosok száma | 146  | 125  | 94   | 112  | 117  | 117  | 102  | 92   | 90   | 87   |
|               | 1968 | 1982 | 1990 | 2006 | 2013 | 2015 | 2017 | 2019 | 2020 | 2022 |